# Nicolas de Besse
Nicolas de Besse (ur. 1322, Limoges — zm. 5 listopada 1369 w Rzymie) – francuski duchowny katolicki, kardynał.

## Życiorys
Był kuzynem papieża Klemensa VI, który mianował go biskupem Limoges (27 sierpnia 1343), a następnie kardynałem diakonem Santa Maria in Via Lata (1344). Brał udział w konklawe 1352 i konklawe 1362. Protektor zakonu franciszkanów po 1364. W 1367 powrócił z papieżem Urbanem VI do Rzymu. Kardynał protodiakon od kwietnia 1368.